# Ödön Lendvay
Ödön Lendvay, né le 24 janvier 1943, à Budapest, en Hongrie et décédé le 26 octobre 1990, à Budapest, est un ancien joueur hongrois de basket-ball. Il évolue durant sa carrière au poste d'ailier.